# فرانشيسكو جاتيلوسيو الثاني

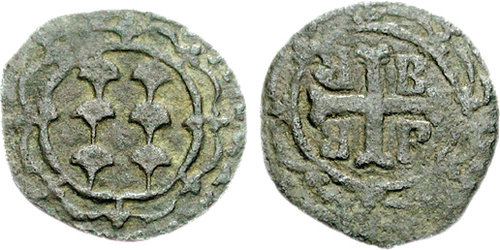
قطعة نقدية تعود إلى عهد فرانشيسكو البرونزية ، نقش عليها سلاح جاتيلوسي والصليب الرباعي.

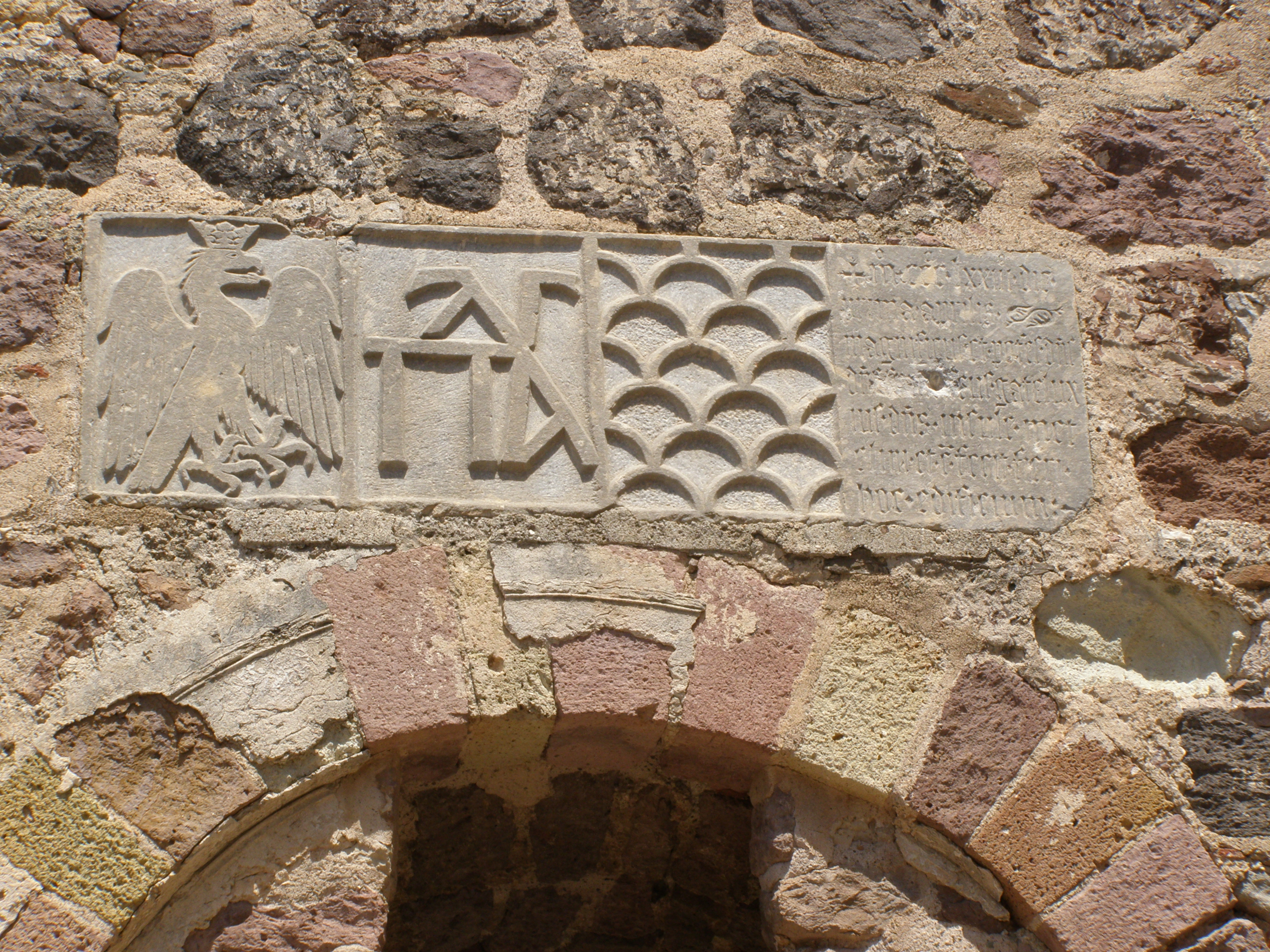
نقش بارز في قلعة ميتيليني، يظهر نسر عائلة دوريا (أقصى اليسار) ، عائلة سيفر بالايولوجوي (يسار الوسط)، ومعطف جاتيلوسي للأسلحة (يمين الوسط)

فرانشيسكو جاتيلوسيو الثاني(بالإيطالية: Francesco II Gattilusio) (ولد في 1365 توفي في 26 أكتوبر 1403/1404) هو ثاني فرد من عائلة جاتيلوسيو يحكم جزيرة ليسبوس اليونانية، حكم منذ عام 1384 حتى وفاته. كان الابن الثالث لفرانشيسكو جاتيلوسيو الأول وماريا باليولوجينا، شقيقة الإمبراطور البيزنطي جون الخامس بالايولوج.

## روابط خارجية
- Cawley, Charles, إلى جانب والده وإخوته. قاعدة بيانات أراضي العصور الوسطى، مؤسسة علم الأنساب في العصور الوسطى
- «أسلاف مثليه الأمير رينييه من موناكو، والدكتور أوتو فون هابسبورغ، بروك شيلدز وماركيز دي ساد» بقلم ويليام أدامز ريتويزنر، مقالة شاملة عن غاتيلوسيو وأحفادهم
- دخوله في «موت غريب في التاريخ»
- Marek، Miroslav. "Gattilusio family". Genealogy.EU. مؤرشف من الأصل في 2017-09-12.
- Marek، Miroslav. "A listing of the line of Grimaldi-Bueil, descendants of Francesco II". Genealogy.EU. مؤرشف من الأصل في 2016-03-03.